# La prima cosa bella
La prima cosa bella è un brano musicale del 1970 che ha partecipato al Festival di Sanremo, nel quale fu presentato in doppia esecuzione da Nicola Di Bari ed i Ricchi e Poveri e raggiunse la seconda posizione.
La versione di Nicola Di Bari raggiunse il primo posto della hit parade italiana.

## Storia e significato
(Christian Calabrese, La prima cosa bella, su Hit Parade Italia )
Nicola Di Bari aveva composto questo brano in occasione della nascita della sua primogenita Ketty.
Lucio Battisti, dopo aver ascoltato la canzone, aveva registrato una demo, con la sua chitarra e accompagnato da Franz Di Cioccio, Damiano Dattoli, Andrea Sacchi e Flavio Premoli, musicisti che spesso collaboravano con Battisti per le sue registrazioni e la consegnò a Di Bari. 
L'arrangiatore Gianfranco Reverberi decise di usare questa versione come base, aggiungendo semplicemente l'orchestra d'archi da lui diretta.
La RCA propose a Di Bari di presentare il brano a Sanremo in coppia con Gianni Morandi, ma quest'ultimo rinunciò e la casa discografica assegnò il brano ad un quartetto vocale emergente, abbastanza noto, ma senza un vero successo all'attivo: i Ricchi e Poveri. La canzone si qualificò al secondo posto nel Festival, dietro a Chi non lavora non fa l'amore di Adriano Celentano, ma il successo di vendite fu nettamente superiore .
Dopo la partecipazione alla kermesse, infatti, La prima cosa bella divenne uno dei brani più significativi della discografia di Nicola Di Bari; il trampolino di lancio per i Ricchi e Poveri, a cui aprì una lunga carriera, consacrata l'anno successivo col brano Che sarà, anch'esso secondo classificato al festival della canzone italiana; ed un "classico" della canzone italiana in genere.

## Edizioni
Il brano, composto da Mogol (testo) e Nicola Di Bari e Gian Franco Reverberi, come risulta dall'archivio SIAE, è stato pubblicato come singolo dai due artisti citati su vinili a 45 giri, contenenti sul lato B, rispettivamente, ...e lavorare (Nicola Di Bari)  e Due gocce d'acqua (Ricchi e Poveri). Nel 1970 Nicola registra la versione spagnola del brano dal titolo La primera cosa bella, testo di Amart e Marisa Medina, (RCA Victor, 3-10503), inserita nella raccolta Los grandes éxitos de Nicola di Bari (RCA Records, CML 2886), pubblicato in Cile.

## Il testo
Nella versione originale di Nicola Di Bari le strofe iniziali del testo recitano “Ho preso la chitarra, e suono per te, il tempo di imparare, non l’ho e non so suonare ma suono per te”; nella versione dei Ricchi e Poveri invece il testo viene cantato in seconda persona e recita “Hai preso la chitarra, e suoni per me, il tempo di imparare, non l’hai e non sai suonare ma suoni per me”.

## Cover
Nell'edizione speciale dell'album di Sanremo di quell'anno è presente un'interpretazione di Czesław Niemen del brano.
Nel 1971 Dalida canta una cover in lingua francese del brano, dal titolo Si c'était à refaire. Ne interpreta anche una versione in italiano (pubblicata solamente postuma nel 1991) ed un'edizione in duetto con Massimo Ranieri (uscita nel 1994).
Nel 2010 il brano ha riscoperto una nuova popolarità, dando il titolo all'omonimo film diretto da Paolo Virzì e venendo reinterpretato dalla cantante Malika Ayane, per la colonna sonora della pellicola. La sua versione si è classificata alla posizione numero 5 della hit parade, aggiudicandosi il Disco d'oro.